# Betliński
Betliński (forma żeńska Betlińska, liczba mnoga Betlińscy) – polskie nazwisko. Nosi je około 400 osób. Najwięcej osób o tym nazwisku mieszka na terenie Mazowsza i Kujaw.
Na początku lat 90-XX wieku w Polsce nosiło je 371 osób.

## Historia
Nazwisko szlachty zagrodowej z północnego Mazowsza. Wymienieni w 15-tomowym "Herbarzu szlachty polskiej" hrabiego Seweryna Macieja Leona Uruskiego

## Występowanie
Najwięcej osób o tym nazwisku zamieszkuje powiaty:
- Ciechanów – 46
- Mława – 43
- Radziejów – 39
- Warszawa – 37
- Włocławek – 29

## Etymologia
Nazwisko pochodzi prawdopodobnie od biblijnego miasta Betlejem.

## Znane osoby noszące to nazwisko
- Katarzyna Betlińska (ur. 1965) – polska artystka grafik, zajmująca się również malarstwem i fotografią.